# And it's still alright
And It's Still Alright è il terzo album in studio del cantautore americano Nathaniel Rateliff. È stato pubblicato il 14 febbraio 2020 tramite Stax Records. È il suo primo album da solista in sette anni da Falling Faster Than You Can Run del 2013. Il disco ha ottenuto un'accoglienza generalmente positiva, ma i critici sono stati contrastanti sulla musicalità di Rateliff e sulla performance complessiva.

## Contesto
L'album, il primo album solista di Rateliff dal 2013, è stato scritto durante un momento difficile della sua vita. Rateliff aveva recentemente divorziato e l'amico e produttore Richard Swift morì improvvisamente. L'album è stato scritto come tributo a Swift.

## Tracce
1. What a Drag – 3:34
2. And It's Still Alright – 3:55
3. All or Nothing – 5:01
4. Expecting to Lose – 3:54
5. Tonight No. 2 – 5:04
6. Mavis – 4:12
7. You Need Me – 3:30
8. Time Stands – 3:52
9. Kissing Our Friends – 3:03
10. Rush On – 6:08